# Richard Hooker (teológus)
Richard Hooker˙(Exeter, 1554. március – Bishopsbourne, 1600. november 3.) anglikán pap és tekintélyes teológus volt. Számos nagy hatású könyvben fejtette ki eszméit, amelyek tartós befolyást gyakoroltak az anglikán egyház eszmerendszerének kialakulására és elkülönülésére a kontinentális reformáció áramlataitól.

## Élete
Szerény családból származott. Nagybátyja, John Hooker eljutott a városi kamarás posztjára és meg tudta szerezni John Jewel, Salisbury püspöke támogatását unokaöccse tanulmányainak folytatásához. Így kerülhetett Richard az oxfordi Corpus Christi kollégiumba.
Richard Hookert 1579-ben szentelte pappá York érseke. 1581-ben kezdett prédikálni a régi Szent Pál templomban. Hamarosan nevezetessé vált, mivel szentbeszédei sértették a puritánokat – eltértek ugyanis az eleve elrendeltetés általuk vallott eszméitől. 1588-ban megnősült; egy gazdag kereskedő lányát vette feleségül.
1585-ben Edwin Sandys érsek bemutatta őt I. Erzsébet királynőnek, aki kinevezte őt a londoni Temple Church rektorának. Hooker itt konfliktusba került Walter Travers vezető puritán teoretikussal amiatt a prédikációja miatt, amely szerint az üdvözülés lehetséges néhány katolikus számára is. Ekkoriban kezdte el írni fő művét, a puritánok kritikáját (Of the Laws of Ecclesiastical Polity).
1595-ben a Bishopsbourne-i egyházközség rektora lett, itt folytatta egyházi írói tevékenységét. Befejezte nagy munkájának ötödik kötetét, amely hosszabb, mint az első négy együttvéve. Itt is hunyt el 1600. november 3-án. Templomában temették el, felesége és négy lánya maradt utána. Végrendeletében pénzt hagyott egy új szószék építésére, ami ma is látható a templomban, együtt a szobrával.
Hooker magánéletében alaposan eltért a vidéki puritánok felfogásától. Kedvelte a fővárosi életet, követte Shakespeare legújabb darabjait, bejáratos volt a városi nyomdákba.

## Munkássága
Fő műve, Az egyházi igazgatás törvényei (Of the Laws of Ecclesiastical Polity) egyike lett azoknak a fordulópontoknak, amelyek mentén megindult Anglia különválása az európai protestantizmus fő áramlataitól. Ebben fellépett az „egyedül a Szentírás” jellegű puritán gondolkodás ellen, és azt fejtegette, hogy óvatosan meg kell válogatni a módját, hogyan lehet a Szentírás elveit a gyakorlati életre alkalmazni.
Határozottan kiszélesíti az adiaphora, azaz az egyházi tanítás szempontjából „közömbös dolgok” terrénumát, amit nem az egyházi normák, hanem az általános közjó szem előtt tartásával kell szabályozni. Egészen addig merészkedett, hogy ezt a szférát kiterjesztette az egyházi kormányzás területére is. Fontosnak tartotta a történelem figyelembe vételét, és kijelentette, hogy nem lehet véletlen az egyház történetének a reformáció előtti szakasza sem. Emiatt nem kellene a pápát antikrisztusnak nevezni, végső soron talán még valami jó is van a római egyházban. Keményen védelmezte az 1559-es, I. Erzsébet-féle egyházrendezést, az anglikán egyház liturgiáját, amit a puritánok élesen támadtak. Hooker munkája egyébként is nagyon közel állt a királynő sajátos vallási nézeteihez. Emellett Hooker könyvében nagy teret biztosított a szentségek és a liturgikus ima szerepének a prédikációval szemben: szerinte a prédikáció túl nagy hangsúlyt kapott az anglikán egyházban.
Richard Hooker nagyban hozzájárult a később anglikanizmusnak nevezett eszme- és felekezeti hitrendszer kialakulásához.

## Fordítás
- Ez a szócikk részben vagy egészben a Richard Hooker  című angol Wikipédia-szócikk ezen változatának fordításán alapul.  Az eredeti cikk szerkesztőit annak laptörténete sorolja fel. Ez a jelzés csupán a megfogalmazás eredetét és a szerzői jogokat jelzi, nem szolgál a cikkben szereplő információk forrásmegjelöléseként.